# Adarrus graecornatus
Adarrus graecornatus är en insektsart som beskrevs av Adolf Remane och Asche 1980. Adarrus graecornatus ingår i släktet Adarrus och familjen dvärgstritar. Inga underarter finns listade i Catalogue of Life.